# Mine de Szombierki
La mine de Szombierki est une mine souterraine de charbon située en Pologne, dans la région minière de Silésie.